# 杭州地铁3号线
杭州地铁3号线长57公里，大致呈西南-东北走向，西起余杭区吴山前村站和西湖区石马站，在西溪湿地南站并线、沿天目山路，经汽车西站后转至西溪路、黄龙体育中心、曙光路至武林广场、西湖文化广场与1号线形成双向同站台换乘。再向北转向河东路到长乐路，后往东北方向转至沈半路、白石巷、新天地街、竹清路、华丰路、同协路、大农港路、天都路，终点为临平区星桥站，共设车站39座。
3号线经过余杭区、西湖区、拱墅区、上城区和临平区，位于市主要客流走廊之上，是轨道系统的骨干线。目的是加强市西面、东北面与市中心的联系。
2017年开工，首通段（星桥-潮王路）于2022年2月21日开通，后通段（潮王路-文一西路，西溪湿地南-石马）于2022年6月10日开通。目前一期工程已完工并开通，其中武林门站、创明路站暂缓开通。武林门站由于施工时遇到地下障碍物工期滞后，于2022年7月20日开通。吴山前村至文一西路段（北延段）于2022年9月22日开通。

## 走向
3号线一期主线起点文一西路站，终点临平区星桥站，线路全长43.8公里，平均站间距1.53公里，全为地下线。设车站29座，其中换乘站9座，分别与杭州地铁1号线(2座车站换乘)、2号线、3号线小和山支线、4号线、5号线、10号线、16号线换乘，另有2座车站（高教路、黄龙洞）预留换乘条件。3号线主线由文一西路站起起依次沿景腾路－水乡北路－良睦路－五常大道－天目山路－西溪路－曙光路－体育场路－中山北路－河东路－长乐路－大关路－沈半路－白石巷－新天地街－竹清路－华丰路－同协路－大农港路－天都路敷设，终点站星桥。线路依次经过了余杭区、西湖区、拱墅区、上城区、临平区等5个城区。
3号线一期支线起点西湖区石马站，终点西溪湿地南站，线路长8.4公里，平均站间距1.98公里，全为地下线。设车站5座（含西溪湿地南站），其中换乘站2座，分别与3号线主线、新增12号线换乘。3号线支线由小和山站起依次沿留和路和天目山路敷设。远景规划中將拆分為14號線的一部分。
3号线北延段自文一西路向北经杭州西站至吴山前地块。全长4.95公里, 共设4座车站（其中换乘站1座，为火车西站站与19号线换乘），全部位于余杭区境内。
3号线在星桥设一座车辆段，在小和山设一座停车场，大架修车辆基地位于星桥车辆段，控制中心利用1号线的七堡控制中心。在绿汀路站附近设主变电所（3/5/16）、东新东路变电所（3/4/5共享）、丁桥变三座主变电所。

## 站点

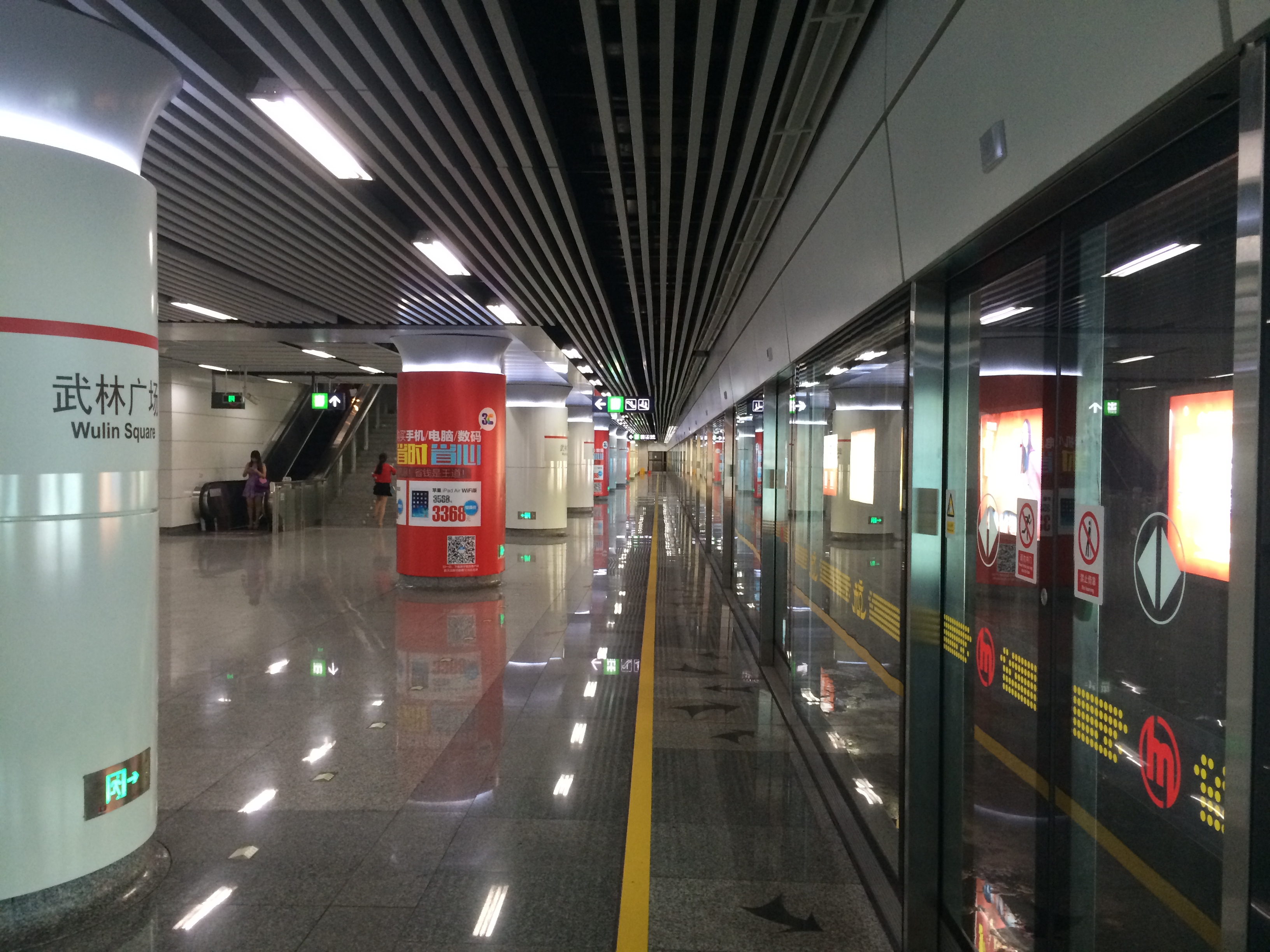
3号线的西湖文化广场站与武林广场站与1号线一起建成，图为3号线武林广场站未启用的站台

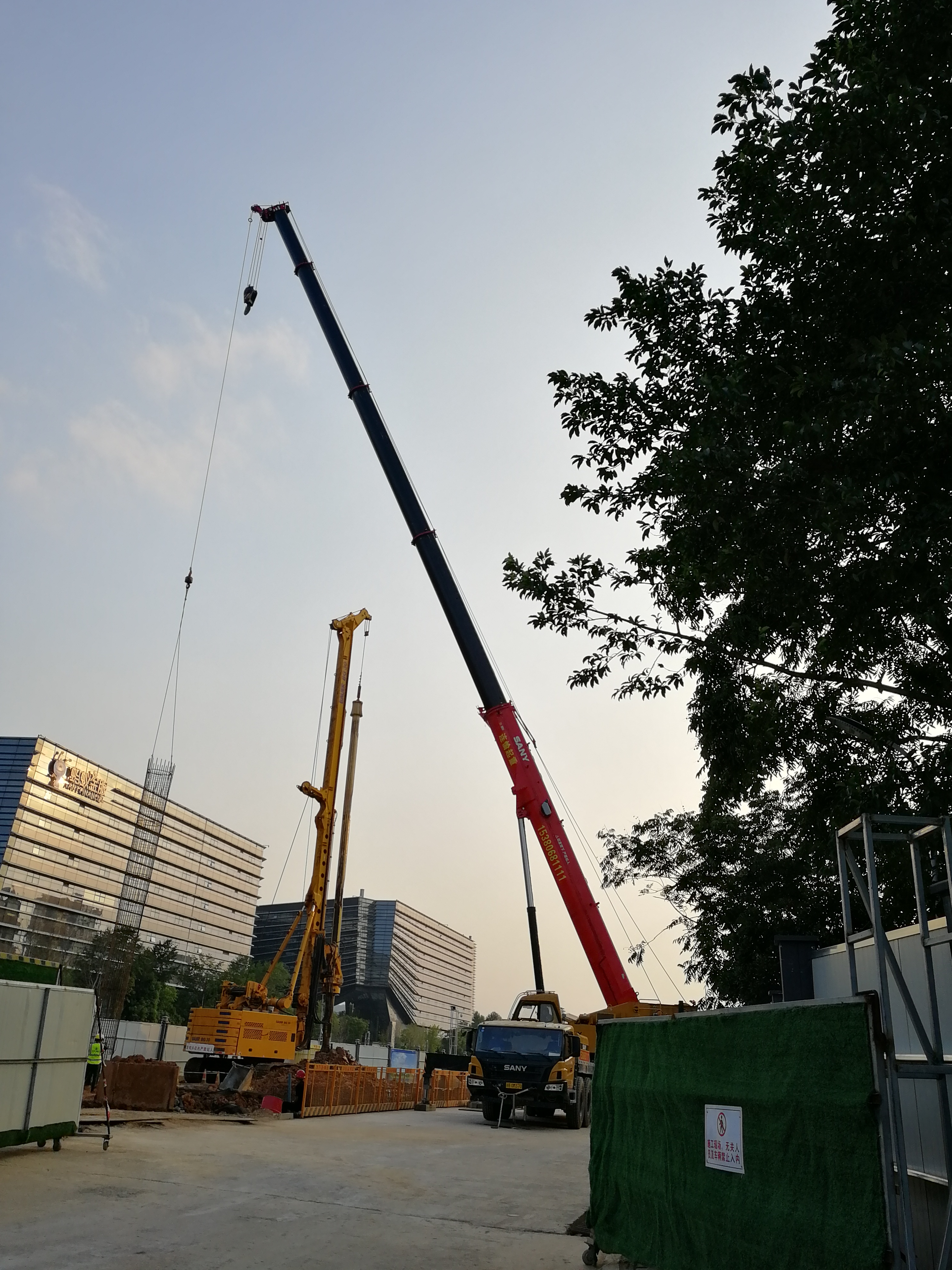
古荡新村站工地（2019年8月）

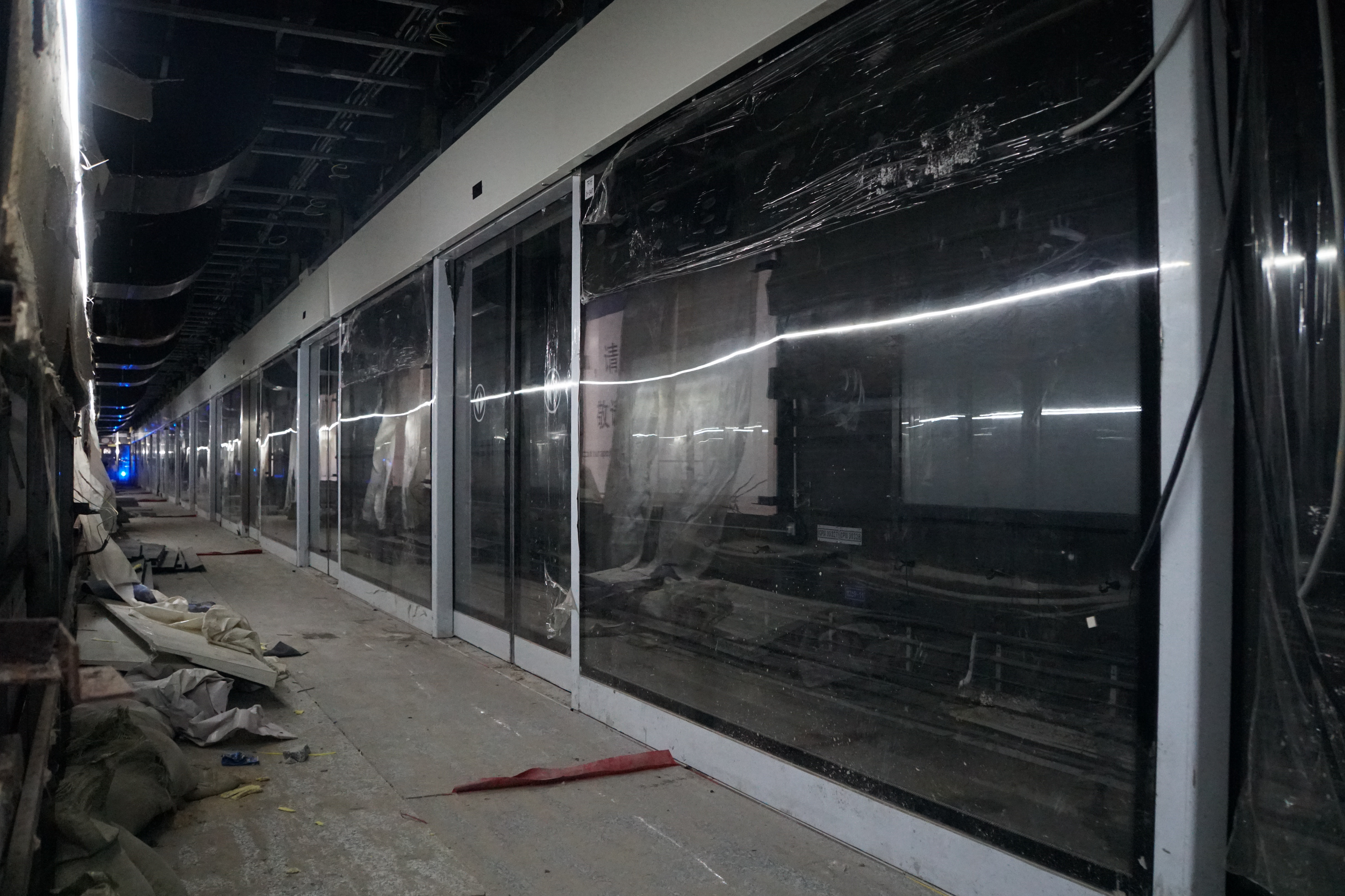
建设中的3号线西湖文化广场站（2022年2月）

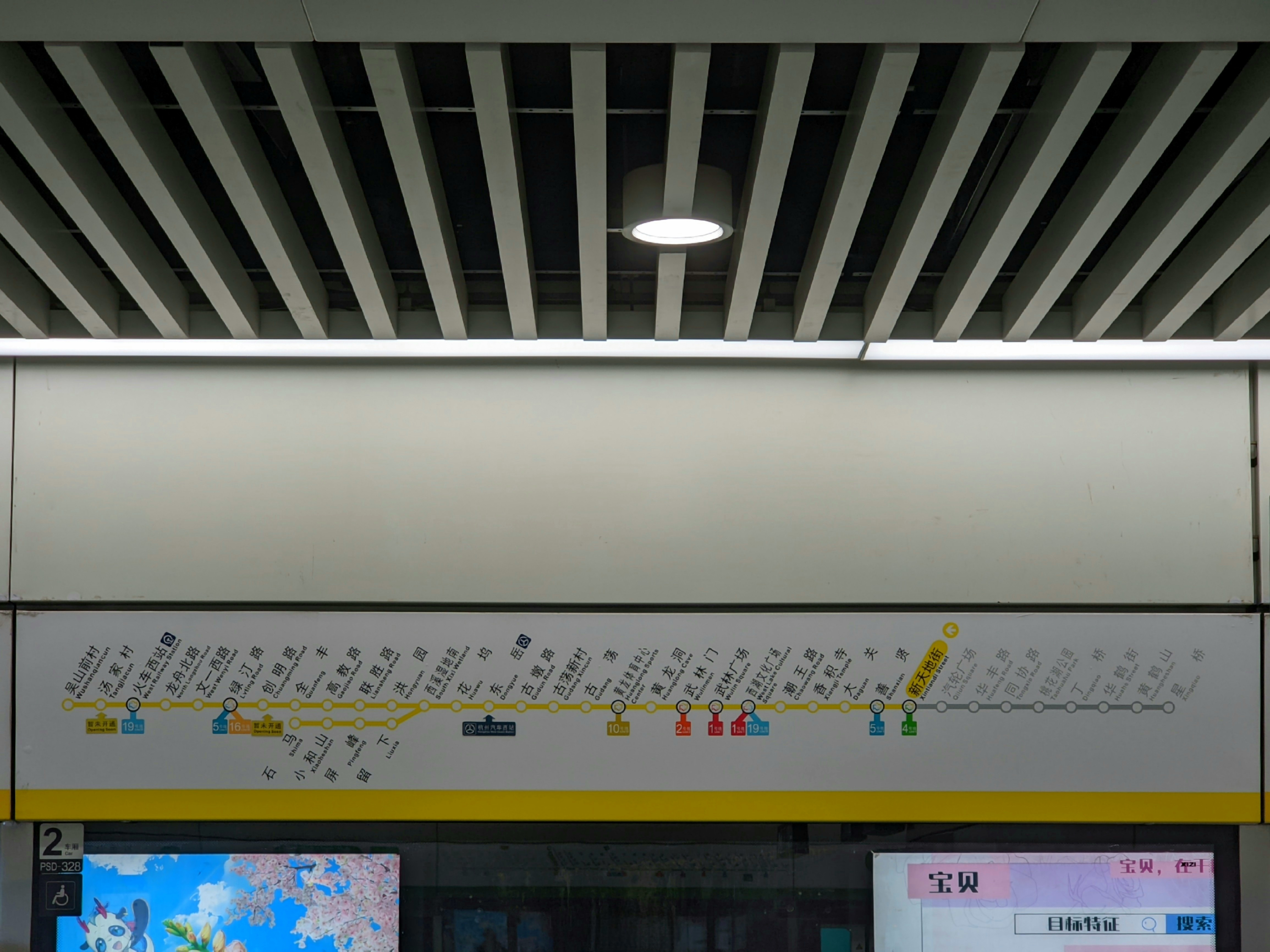
3号线线路图，摄于新天地街站

### 线路数据
- 营运里程：吴山前村－星桥：48.9千米，石马－西溪湿地南：8.6千米
- 站数：39
- 轨距：1435毫米
- 动力电源：1500V接触网供电
- 双线区间：全线
- 电气化区间：全线
- 地下区间：全线
- 最长区间：屏峰－留下，长2750米
- 最短区间：吴山前村－汤家村，长720米

| 区段                | 站名         | 里程 （千米） | 换乘路线                  | 所在地        | 站台形式           | 启用日期      |
| 主线                | 主线         | 主线          | 主线                      | 主线          | 主线               | 主线          |
| ------------------- | ------------ | ------------- | ------------------------- | ------------- | ------------------ | ------------- |
| 一期调整            | 吴山前村     | 0             | 不適用                    | 余杭区        | 地下二层岛式       | 2022年9月22日 |
| 一期调整            | 汤家村       |               | 不適用                    | 余杭区        | 地下三层岛式       | 未开通        |
| 一期调整            | 火车西站     |               | █ 12号线（在建） █ 19号线 | 余杭区        | 地下二层双岛式     | 2022年9月22日 |
| 一期调整            | 龙舟北路     |               | 不適用                    | 余杭区        | 地下二层岛式       | 2022年9月22日 |
| 一期                | 文一西路     | 7.20          | 不適用                    | 余杭区        | 地下二层岛式       | 2022年6月10日 |
| 一期                | 绿汀路       | 9.44          | █ 5号线 █ 16号线          | 余杭区        | 地下三层双岛式     | 2022年6月10日 |
| 一期                | 创明路       | 10.71         | 不適用                    | 余杭区        | 地下二层岛式       | 未开通        |
| 一期                | 全丰         | 12.75         | 不適用                    | 余杭区        | 地下三层岛式       | 2022年6月10日 |
| 一期                | 高教路       | 14.16         | █ 12号线（在建）          | 余杭区        | 地下三层岛式       | 2022年6月10日 |
| 一期                | 联胜路       | 15.66         | 不適用                    | 余杭区        | 地下二层岛式       | 2022年6月10日 |
| 一期                | 洪园         | 17.28         | 不適用                    | 余杭区        | 地下二层岛式       | 2022年6月10日 |
| 一期                | 西溪湿地南   | 18.51         | █ 3号线（石马方向）       | 西湖区        | 地下二层双岛式     | 2022年6月10日 |
| 一期                | 花坞         | 20.17         | 不適用                    | 西湖区        | 地下三层岛式       | 2022年6月10日 |
| 一期                | 东岳         | 21.85         | 不適用                    | 西湖区        | 地下二层岛式       | 2022年6月10日 |
| 一期                | 古墩路       | 22.68         | 不適用                    | 西湖区        | 地下三层岛式       | 2022年6月10日 |
| 一期                | 古荡新村     | 23.88         | 不適用                    | 西湖区        | 地下三层岛式       | 2022年6月10日 |
| 一期                | 古荡         | 24.82         | 不適用                    | 西湖区        | 地下三层岛式       | 2022年6月10日 |
| 一期                | 黄龙体育中心 | 25.75         | █ 10号线                  | 西湖区        | 地下四层岛式       | 2022年6月10日 |
| 一期                | 黄龙洞       | 26.98         | 不適用                    | 西湖区        | 地下二层宽岛式     | 2022年6月10日 |
| 一期                | 武林门       | 28.40         | █ 2号线                   | 西湖区        | 地下三层岛式       | 2022年7月20日 |
| 一期                | 武林广场     | 29.54         | █ 1号线                   | 拱墅区        | 地下二、三层叠岛式 | 2022年6月10日 |
| 一期                | 西湖文化广场 | 30.38         | █ 1号线 █ 19号线          | 拱墅区        | 地下二、三层叠岛式 | 2022年6月10日 |
| 一期                | 潮王路       | 31.64         | 不適用                    | 拱墅区        | 地下二层岛式       | 2022年2月21日 |
| 一期                | 香积寺       | 33.25         | 不適用                    | 拱墅区        | 地下三层岛式       | 2022年2月21日 |
| 一期                | 大关         | 34.29         | 不適用                    | 拱墅区        | 地下二层岛式       | 2022年2月21日 |
| 一期                | 善贤         | 35.79         | █ 5号线                   | 拱墅区        | 地下三层岛式       | 2022年2月21日 |
| 一期                | 新天地街     | 37.81         | █ 4号线                   | 拱墅区        | 地下二、三层叠岛式 | 2022年2月21日 |
| 一期                | 汽轮广场     | 39.85         | 不適用                    | 拱墅区        | 地下三层岛式       | 2022年2月21日 |
| 一期                | 华丰路       | 41.55         | 不適用                    | 拱墅区        | 地下二层岛式       | 2022年2月21日 |
| 一期                | 同协路       | 42.77         | 不適用                    | 上城区/拱墅区 | 地下二层岛式       | 2022年2月21日 |
| 一期                | 桃花湖公园   | 44.14         | 不適用                    | 上城区        | 地下二层岛式       | 2022年2月21日 |
| 一期                | 丁桥         | 45.42         | 不適用                    | 上城区        | 地下二层岛式       | 2022年2月21日 |
| 一期                | 华鹤街       | 47.53         | 不適用                    | 上城区        | 地下二层岛式       | 2022年2月21日 |
| 一期                | 黄鹤山       | 48.85         | 不適用                    | 临平区        | 地下二层岛式       | 2022年2月21日 |
| 一期                | 星桥         | 50.69         | 不適用                    | 临平区        | 地下二层岛式       | 2022年2月21日 |
| 二期                | 世纪大道     | 54.14         | █ 18号线（在建）          | 临平区        | 地下三层岛式       | 未开通        |
| 二期                | 临平         | 55.38         | █ 9号线                   | 临平区        | 地下三层岛式       | 未开通        |
| 二期                | 人民大道     | 56.50         | 不適用                    | 临平区        | 地下二层岛式       | 未开通        |
| 二期                | 史家埭路     | 57.38         | 不適用                    | 临平区        | 地下三层岛式       | 未开通        |
| 二期                | 星光街       | 58.14         | 不適用                    | 临平区        | 地下二层岛式       | 未开通        |
| 支线                |              |               |                           |               |                    |               |
| 一期                | 石马         | 10.71         | 不適用                    | 西湖区        | 地下二层岛式       | 2022年6月10日 |
| 一期                | 小和山       | 11.96         | █ 12号线（在建）          | 西湖区        | 地下二层岛式       | 2022年6月10日 |
| 一期                | 屏峰         | 13.96         | 不適用                    | 西湖区        | 地下二层双岛式     | 2022年6月10日 |
| 一期                | 留下         | 16.71         | 不適用                    | 西湖区        | 地下三层岛式       | 2022年6月10日 |
| 一期                | 西溪湿地南   | 18.51         | █ 3号线（吴山前村方向）   | 西湖区        | 地下二层双岛式     | 2022年6月10日 |
| ↓ 续接主线 至星桥站 |              |               |                           |               |                    |               |

## 设计
3号线装修风格为“杭城记忆”，通过文脉、传统、自然、生态的设计理念，采用具象与抽象相结合的艺术手法，将各个站点的文化历史碎片悉心整理、糅合出新，打造地下古都风景线。
特色装饰车站：屏峰、留下、绿汀路、西溪湿地南、花坞、黄龙体育中心、黄龙洞、潮王路、香积寺、善贤、新天地街、桃花湖公园、黄鹤山
- 3号线的标准站风格之一为白色拱形龙骨灯条配焗漆板，图为星桥站
- 黄鹤山站以切片线条灯勾勒出山川轮廓线
- 以三角形元素组合为桃花簇风格的桃花湖公园站
- 采用类似草间弥生风格的密集圆点进行装饰体现前卫感的新天地街站
- 采用市井元素布置的香积寺站
- 潮王路站使用倾斜半圆金属板排列成鱼鳞纹路效果
- 留下站以民居木构架厅堂为装饰特点营造古镇风情

## 使用列车
- 厂商型号：杭州地铁PM178型地铁列车
- 车辆外观设计： 西班牙 LKS Diara 工业设计有限公司
- 列车整体设计： 中国 中车南京浦镇车辆有限公司
- 制造厂商：杭州中车车辆有限公司，中车南京浦镇车辆有限公司
- 制造年份：2020 ~ 2022
- 外观特征：列车采用鼓形车体设计，以黑、白、柠檬黄为主色调；车头、侧边和车顶均以大面积柠檬黄色涂装为底，窗框和门框周围为黑色；车灯为熨斗形，排布形状与其他AH型列车略有不同。
- 车体材质：铝合金车体
- 列车编组：6节AH型编组（4M2T，Tc+Mp+M+M+Mp+Tc）[10]
- 车体尺寸：长：19 m × 宽：3.08 m × 高：3.8 m，全车总长：117.12 m
- 车门宽度：1.4 m
- 供电制式：架空接触网供电，DC 1500 V
- 最高运营速度：80 km/h
- 额定载客量：1584人
- 极限载客量：2260人
- 电气牵引系统：
  - 中车株洲电机制 YQ-190-20B 型鼠笼式三相异步交流牵引电动机（额定功率：190 kW，4×4台）
  - 株洲中车时代电气制 t Power-TN30 (UR1/JP11) 型 IGBT-VVVF（1C4M1群方式控制，4组）
  - 株洲中车时代电气制 t Power-AA45 (JR17) 型 IGBT-SIV（高频并网供电方式，2×2台）
- 转向架：中车南京浦镇车辆制 PW-80E-Ⅱ 型无摇枕式空气弹簧转向架（6×2台）
- 车辆总数：
  - 初期全线共计78列（一期72列，北延伸6列），468辆；其中3001 ~ 3045号车组由杭州中车车辆制造，3046 ~ 3078号车组由中车南京浦镇车辆制造。
  - 远期全线计划增加至143列（一期97列，北延伸10列，备用7列，检修16列），858辆。[11][12]
- 设施特征：该批列车所有车门上设置有42寸LCD屏幕路线图，车厢两端设有LCD信息屏，车头设有红色LED方向幕显示终到站。

- PM178型列车外观
- PM178型列车内饰，环形扶手被取消
- PM178型列车车门上方的LCD屏幕动态线路图

## 换乘车站
目前运营及建设中共有以下个车站可以换乘其他地铁线路
- 武林广场站、西湖文化广场站 - 与 █ 1号线换乘
- 武林门站 - 与 █ 2号线换乘
- 新天地街站 - 与 █ 4号线换乘
- 绿汀路站、善贤站 - 与 █ 5号线换乘
- 临平站 - 与 █ 9号线换乘
- 黄龙体育中心站 - 与 █ 10号线换乘
- 高教路站、小和山站 - 与 █ 12号线换乘
- 世纪大道站 - 与 █ 18号线换乘
- 火车西站站、西湖文化广场站 - 与 █ 19号线换乘

## 历史
杭州地铁3号线最早规划为自留下始发沿天目山路至武林广场，在武林广场、西湖文化广场两个站与1号线换乘之后，向北折向大关，再向东北折向丁桥、临平。
由于留下车辆段选址问题，在2010年《杭州市轨道交通线网规划（修编）》中，3号线仅为花坞（西溪湿地）至临平红丰路，与9号线换乘站则从临平站改为邱山大街站。而后，由于建设时序调整，3号线未能进入杭州市城市轨道交通第二期建设规划（2010-2016年）。
- 2013年，3号线古荡至武林门段从天目山路移至曙光路，新线路相比原线路多1个车站。[15]

- 2016年，杭州市城市轨道交通第三期建设规划（2017-2022年）获批，3号线一期列入其中，为“主线：文一西路-星桥，支线：小和山-百家园路”的Y型交路，长度约52.2km。其中文一西路-百家园路段为原杭州至临安城际铁路二期规划调整而来，而小和山-百家园路段规划在未来割接给14号线。在实际设计过程中线路有所微调，从33个站增加为35个站。此时3号线预留西延至杭州西站，东延至临平汽车北站（后又延伸至北沙东路）的远期线路，与9号线远期的换乘站则从邱山大街站改回临平站。

- 2018年，《杭州市城市轨道交通第三期建设规划（2017-2022年）调整》发布，其中包含从文一西路站（不含）经杭州西站至吴山前村站的3号线北（西）延工程。[16]

- 2020年7月13日，3号线玉古路站、古荡新村站、古荡站～玉古路站区间、玉古路站～松木场站区间、古墩路站～古荡新村站区间，共计两站三区间的工程进行了调整，其中玉古路站由地下二层改为地下四层。[17]

- 2021年5月12日，3号线首列车（3001）运抵星桥车辆段.[18]

- 2021年8月16日，星桥车辆段热滑成功。

- 2021年8月22日，3号线星桥路站-潮王路站接触网热滑成功。 [19]

- 2021年10月9日，3号线一期（星桥路站-文一西路站/小和山站）全线洞通。[20]

- 2021年12月8日，3号线一期车站（调整段除外）正式名获批。其中19个车站名与工程名不同。

- 2021年12月16日，3号线潮王路站-文一西路站（含小和山支线）区段实现“长轨通”。12月25日，该区段完成接触网热滑试验。

- 2021年12月31日，3号线星桥路站-潮王路站区段完成初期运营前安全评估，具备开通条件

- 2022年2月21日，3号线星桥路站-潮王路站开通运营。[21]

- 2022年3月18日, 3号线潮王路站（不含）-文一西路站（含小和山支线）区段开始按运行图试运行，列车抵达潮王路站后不折返直接开往文一西路/石马方向，其中文一西路站采用站后折返，石马采用站前折返。
- 2022年5月12日，3号线潮王路站-文一西路站/石马站区段完成初期运营前安全评估。
- 2022年6月10日，3号线潮王路站（不含）-文一西路站（含小和山支线）区段正式开通运营。
- 2022年7月20日，武林门站开通运营。
- 2022年9月22日，3号线吴山前村站-文一西路站区段（北延段）开通运营，其中汤家村站暂缓开通。
- 2023年2月3日，3号线二期工程环境影响报告书全文公开。[22]

## 争议
为配合3号线曙光路沿线车站建设，曙光路一带尤其是松木场站（今黄龙洞站）附近大约500棵树（其中大树160棵）被移除，引发争议。地铁集团回应称这些大树日后将不再迁回，地铁建成后将另外种植类似树种。 

## 未来发展
3号线二期工程起于星桥站（不含），终止于星光街站，线路长约7.43公里，设置5座车站，其中换乘站2座，分别与已建9号线临平站、规划18号线世纪大道站换乘。最大站间距3.21公里，最小站间距0.80公里，平均站间距1.49公里。全为地下线。本工程共享既有七堡控制中心，不新建车辆基地，不新建主变电所。3号线二期出一期工程终点星桥站后向东沿天都大道敷设，下穿杭州跑步中心后转入世纪大道向东敷设，然后向北沿赭山港、东湖路敷设，到达位于东湖路与星光街交叉口的终点站星光街站。线路全部位于临平区，主要经过星桥街道、乔司街道、南苑街道、东湖街道等。本工程区间5次下穿铁路（沪杭铁路路基段、宣杭铁路高架桥、宣杭铁路复线路基段、沪杭铁路路基段及箱涵、沪杭铁路箱涵）；区间下穿望梅互通高架桥及望梅路隧道；车站下穿已运营临平站；世纪大道站为与18号线换乘站，车站纳入本项目实施。